# دوشیزه انگلستان دوم
دوشیزه انگلستان دوم (به انگلیسی: Miss England II) یک کشتی است که طول آن ۳۶ فوت (۱۱ متر) می‌باشد. این کشتی در سال ۱۹۳۰ ساخته شد.